# Шоштань
Шоштань (словен. Šoštanj) — поселення в общині Шоштань, Савинський регіон, Словенія. Висота над рівнем моря: 358,7 м.